# 도나 크루즈
도나 크루즈(Donna Cruz, 1977년 2월 14일 ~ )는 필리핀의 여배우이자 가수이다.